# Platanthera minutiflora
Platanthera minutiflora är en orkidéart som beskrevs av Rudolf Schlechter. Platanthera minutiflora ingår i släktet nattvioler, och familjen orkidéer. Inga underarter finns listade i Catalogue of Life.